# Brakvedsrödgömming
Brakvedsrödgömming (Neonectria punicea) är en svampart som först beskrevs av J.C. Schmidt, och fick sitt nu gällande namn av Castl. & Rossman 2006. Neonectria punicea ingår i släktet Neonectria och familjen Nectriaceae.   Inga underarter finns listade i Catalogue of Life.
I den svenska databasen Dyntaxa används istället namnet Nectria punicea för samma taxon.  Arten är reproducerande i Sverige.